# Враниште (Пирот)
Враниште је насеље Града Пирота у Пиротском округу. Према попису из 2022. има 58 становника (према попису из 2002. било је 165 становника).
Овде се налазе Запис оброк Силазак Светог Духа Свете Тројице (Враниште), Запис миро храст (Враниште), Запис оброк 1882 (Враниште) и Запис оброк Света Тројица и Видовдан (Враниште).

## Положај села
Враниште је село средње величине. Смештено је у Средњем Понишављу, готово у средини ђурђевопољске котлине. Она се простире на
источном крају овог дела Понишавља, јер већ од Сопотског теснаца почиње Горње Понишавље. До села Враништа данас се лако стиже асфалтним путем. Село је одувек административно припадало трговачком и занатском центру овог дела Србије, Пироту. На 16. километру од Пирота ка Нишу налази се железничка постаја Бурђево Поље за Црноклиште, Враниште, Осмаково, Орљу и Базовик. Иначе, први воз Понишављем прошао је још далеке 1887. године.
Атар села Враништа је двојаког карактера. Југозападну половину чини уска долина Осмаковско-Враништанске реке, краће десне притоке
Нишаве. Ова мала река има релативно питоме обале, а долина благе стране приближног правца пружања север-југ.
Североисточна половина атара је побрђе. Њега дели на два неједнака дела враништански Поток, који тече у правцу североисток –
југозапад. Северозападну већу половину овог побрђа чини каменити гребен састављен од Равног камена (722) са стеновитим литицама ка Осмаковској реци и Шиљастог камена (675) који се завршава еродираним Колником. На јужним падинама Колника смештен је ајстарији део села са гробљем, а у источном подножју избија крашко Врело. Мању југоисточну половину побрђа чини Големи дел (657) заобљеног врха, чије су стране стрме и шумовите, а у свом јужном делу врх се шири у плодне оранице и ливаде. Јужније се ово побрђе завршава Голом руином (529) у чијем северозападном подножју је оформљен већи део села.

## Настанак насеља
Најстарији археолошки локалитет пиротског краја, познат нам из досадашњих истраживања налази се у атарима села Враништа и Осма–
кова. Овој чињеници y прилог иде веома слаба истраженост праисторијских култура Горњег и Средњег Понишавља. Надамо се да ће овај
примат бити изгубљен са новијим системским археолошким истраживањима пиротског краја.
Археолошки локалитет из завршних фаза млађег каменог доба простире се у граничној области атара села Враништа и Осмакова са обе
стране Длбоког аола (Дубоког дола). Локалитет y атару Враништа лоциран је y горњем делу благе падине леве стране Осмаковске реке. Он захвата већу површину (око 150 хектара) на северу и истоку од подножја Шиљастог камена, на југу до средине благе падине и на западу до потока Дубоки дол (граница са атаром Осмакова). Већи доњи део описане површине локалитета данас се назива Дубоки goa, а мањи горњи Пауина. Северно и источно од локалитета наставља се стрма страна Шиљастог камена-Страње, која је сада углавном под шумом и пашњацима. Праисторијски локалитет је под обрадивим површинама.
Најранији помен Враништа у турским писаним изворима потиче из 1567-1577. године. У њему је записан као Виранеште. Тада је имало једно хришћанско и два џелепкешка домаћинства, која имају најмање 25 оваца, а на сваких 25 дају по једну овцу. По овом турском извору Враниште је било у оквиру нахије Ашаг Бучук са Лужницом. Данашње предање, историјски и други подаци не могу непосредно да одреде место простирања Враништа из друге половине XVI века. Са дозом вероватноће насеље тадашњег Враништа развијало се негде у близини црквице Св. Пантелеја, која је првобитно чини се из касносредњовековног периода.
Чифлик у Враништу вероватно је настао у периоду тридесетих година Х1Х века (у деценији пре записивања у ђумручком списку). Тада су у пиротској кази прешли мухађири, муслимански исељеници из кнез-Милошеве Србије. По свему судећи, то је био Тамишгија или његов отац, од кога је по ослобођењу од Турака Аранђел, витез трнски, откупио чифлик у Враништу.
Данас се потез од ушћа враништанског Потока уз Осмаковску реку, тј. десна обала Осмаковске реке изнад ушћа, назива Чифлик. Чини се да је одређен део турског чифлика чшшо управо овај потес. Његове тадашње границе нису прецизно познате, али је чифлик заузимао
најплоднију земљу уз саму Осмаковску реку и Вранашницу.
Други помен села Враништа у турском ђумручком и харачком списку из Пирота, из 1844. године свакако се односи на Враниште које се данас још налази на истом месту. Да се село налазило на странама враништанског дола–потока и у ранијем периоду од горе наведеног помена постоје бројне потврде у писаним споменицима, у причама и предању мештана Враништа.

## Демографија
У насељу Враниште живи 162 пунолетна становника, а просечна старост становништва износи 64,3 година (62,2 код мушкараца и 66,5 код жена). У насељу има 81 домаћинство, а просечан број чланова по домаћинству је 2,04.
Ово насеље је великим делом насељено Србима (према попису из 2002. године), а у последња три пописа, примећен је пад у броју становника.
|  |

| Демографија | Демографија | Демографија |
| Година      | Становника  | Становника  |
| ----------- | ----------- | ----------- |
| 1948.       | 756         |             |
| 1953.       | 728         |             |
| 1961.       | 558         |             |
| 1971.       | 499         |             |
| 1981.       | 372         |             |
| 1991.       | 282         | 282         |
| 2002.       | 165         | 167         |

| Етнички састав према попису из 2002.‍ | Етнички састав према попису из 2002.‍ | Етнички састав према попису из 2002.‍ | Етнички састав према попису из 2002.‍ | Етнички састав према попису из 2002.‍ |
| ------------------------------------ | ------------------------------------ | ------------------------------------ | ------------------------------------ | ------------------------------------ |
|                                      |                                      |                                      |                                      |                                      |
| Срби                                 | Срби                                 |                                      | 163                                  | 98,78%                               |
| Југословени                          | Југословени                          |                                      | 2                                    | 1,21%                                |
| непознато                            | непознато                            |                                      | 0                                    | 0,0%                                 |

| \| \| м \| \| \| ж \| \| ? \| 1 \| \| \| 1 \| \| 80+ \| 9 \| \| \| 9 \| \| 75—79 \| 10 \| \| \| 17 \| \| 70—74 \| 19 \| \| \| 12 \| \| 65—69 \| 10 \| \| \| 19 \| \| 60—64 \| 9 \| \| \| 7 \| \| 55—59 \| 3 \| \| \| 2 \| \| 50—54 \| 3 \| \| \| 4 \| \| 45—49 \| 2 \| \| \| 4 \| \| 40—44 \| 2 \| \| \| 0 \| \| 35—39 \| 6 \| \| \| 3 \| \| 30—34 \| 1 \| \| \| 0 \| \| 25—29 \| 3 \| \| \| 1 \| \| 20—24 \| 2 \| \| \| 2 \| \| 15—19 \| 2 \| \| \| 0 \| \| 10—14 \| 0 \| \| \| 1 \| \| 5—9 \| 0 \| \| \| 0 \| \| 0—4 \| 1 \| \| \| 0 \| \| Просек : \| 62,2 \| \| \| 66,5 \| |      |  |  |      |
| |      |  |  |      |
| | м    |  |  | ж    |
| ? | 1    |  |  | 1    |
| 80+ | 9    |  |  | 9    |
| 75—79 | 10   |  |  | 17   |
| 70—74 | 19   |  |  | 12   |
| 65—69 | 10   |  |  | 19   |
| 60—64 | 9    |  |  | 7    |
| 55—59 | 3    |  |  | 2    |
| 50—54 | 3    |  |  | 4    |
| 45—49 | 2    |  |  | 4    |
| 40—44 | 2    |  |  | 0    |
| 35—39 | 6    |  |  | 3    |
| 30—34 | 1    |  |  | 0    |
| 25—29 | 3    |  |  | 1    |
| 20—24 | 2    |  |  | 2    |
| 15—19 | 2    |  |  | 0    |
| 10—14 | 0    |  |  | 1    |
| 5—9 | 0    |  |  | 0    |
| 0—4 | 1    |  |  | 0    |
| Просек : | 62,2 |  |  | 66,5 |

| Година пописа     | 1948. | 1953. | 1961. | 1971. | 1981. | 1991. | 2002. |
| ----------------- | ----- | ----- | ----- | ----- | ----- | ----- | ----- |
| Број домаћинстава | 120   | 128   | 137   | 137   | 126   | 122   | 81    |

| Број чланова      | 1  | 2  | 3 | 4 | 5 | 6 | 7 | 8 | 9 | 10 и више | Просек |
| ----------------- | -- | -- | - | - | - | - | - | - | - | --------- | ------ |
| Број домаћинстава | 23 | 44 | 6 | 5 | 2 | 1 | 0 | 0 | 0 | 0         | 2,04   |

| Пол    | Укупно | Неожењен/Неудата | Ожењен/Удата | Удовац/Удовица | Разведен/Разведена | Непознато |
| ------ | ------ | ---------------- | ------------ | -------------- | ------------------ | --------- |
| Мушки  | 82     | 13               | 55           | 14             | 0                  | 0         |
| Женски | 81     | 7                | 55           | 18             | 1                  | 0         |
| УКУПНО | 163    | 20               | 110          | 32             | 1                  | 0         |

| Пол    | Укупно                    | Пољопривреда, лов и шумарство | Рибарство                            | Вађење руде и камена | Прерађивачка индустрија       |
| ------ | ------------------------- | ----------------------------- | ------------------------------------ | -------------------- | ----------------------------- |
| Мушки  | 58                        | 49                            | 0                                    | 0                    | 2                             |
| Женски | 41                        | 38                            | 0                                    | 0                    | 1                             |
| Укупно | 99                        | 87                            | 0                                    | 0                    | 3                             |
|        |                           |                               |                                      |                      |                               |
| Пол    | Производња и снабдевање   | Грађевинарство                | Трговина                             | Хотели и ресторани   | Саобраћај, складиштење и везе |
| Мушки  | 0                         | 3                             | 1                                    | 0                    | 0                             |
| Женски | 0                         | 0                             | 0                                    | 0                    | 0                             |
| Укупно | 0                         | 3                             | 1                                    | 0                    | 0                             |
|        |                           |                               |                                      |                      |                               |
| Пол    | Финансијско посредовање   | Некретнине                    | Државна управа и одбрана             | Образовање           | Здравствени и социјални рад   |
| Мушки  | 0                         | 2                             | 0                                    | 0                    | 0                             |
| Женски | 0                         | 0                             | 0                                    | 0                    | 0                             |
| Укупно | 0                         | 2                             | 0                                    | 0                    | 0                             |
|        |                           |                               |                                      |                      |                               |
| Пол    | Остале услужне активности | Приватна домаћинства          | Екстериторијалне организације и тела | Непознато            | Непознато                     |
| Мушки  | 0                         | 0                             | 0                                    | 1                    | 1                             |
| Женски | 0                         | 0                             | 0                                    | 2                    | 2                             |
| Укупно | 0                         | 0                             | 0                                    | 3                    | 3                             |